# Fisklösen, Södermanland
Fisklösen är en sjö i Katrineholms kommun i Södermanland och ingår i Norrströms huvudavrinningsområde.